# Haibun
El haibun és una composició literària que barreja prosa i haiku. Oku no Hosomichi de Bashō és un dels exemples més famosos del gènere.

## Història
La història de la literatura japonesa es remunta a la primeria del segle VIII, i reserva molt aviat un lloc primordial a la poesia. La literatura, prerrogativa de la cort, prengué formes com ara cròniques, annals, notes, mentre apareixien les primeres antologies poètiques. El yamato-uta, un poema líric breu de 5-7-5 i 7-7 síl·labes, avantpassat del tanka, és una pràctica habitual entre les persones d'estatus, hòmens i dones, fins al punt que al segle X és primordial en els intercanvis de correspondència, que s'enriqueix amb comentaris escrits en prosa. A l'època medieval, els nikki (apunts de viatge, memòries i diaris) ja eren nombrosos. Sense dubte, constitueixen un brou de cultiu fèrtil per a l'eclosió d'aquesta prosa literària poètica més aconseguida, que Matsuo Bashô posarà magníficament en el punt de mira en el seu famós haibun Oku no Hosomichi (El camí estret a la fi del món), inspirat en el seu viatge realitzat el 1689 cap a la al nord del Japó.
En les seues traduccions titulades Journals de Voyage, René Sieffert comenta les històries de Bashō: "Els seus diaris de viatge estan compostos en una prosa rítmica esquitxada, ací i allà, amb hokku en què cristal·litza una impressió fugaç, preparada llargament per a la descripció d'un paisatge, per a una meditació davant d'un vestigi del passat, davant d'un lloc il·lustrat».
El terme haibun el va utilitzar per primera vegada el poeta del segle XVII Matsuo Bashō en una carta al seu deixeble Mukai Kyorai, el 1690.
Més endavant, a la primeria del segle XIX, Issa Kobayashi també va escriure textos famosos de haibun, com ara Oraga haru (おらが春）i Chichi no shūen nikki （父の終焉日記）, aquest darrer sembla ser l'origen del gènere watakushi-shōsetsu ('novel·la en primera persona' o 'novel·la naturalista') en la literatura japonesa, fins i tot abans que cap influència occidental.
A l'època moderna (després de la Restauració Meiji), un gènere de prosa poètica anomenat Shasei bun (写生文）, propugnat entre altres per Masaoka Shiki, feu un intent de combinar l'esperit híbrid i la llibertat de to del haibun amb un cert rigor descriptiu inspirat en la literatura naturalista occidental, però no fou pas un autèntic moviment literari, tret de la novel·la esmaltada amb haikus Coixí d'herbes de Natsume Sōseki (Kusa makura, 草枕).  Encara als segles XX i XXI, però, podem dir que els poetes de haikus japonesos continuen produint textos “a la manera del haibun”, incorporant haikus a la prosa, i jugant amb els efectes de ruptura que permet el pas d'un a l'altre.

## Internacionalització
El haibun ha sofert evolucions i ha tingut algunes escoles al llarg dels segles. Occident, que s'hi va apropar entre altres coses gràcies a les traduccions fetes del japonés, va descobrir un cert gust pel gènere, a partir dels anys noranta en l'àmbit angloparlant, i més tard en l'àmbit francòfon.